# Chór Epifania
Epifania – chór młodzieżowy, wykonujący głównie muzykę sakralną, działający przy parafii Miłosierdzia Bożego w Warszawie.

## Historia
Chór istnieje od 1991. Jego założycielem i wieloletnim dyrygentem był Wiesław Jeleń; od jesieni 2012 roku zespół prowadzi Zuzanna Falkowska. Chór powstał przy parafii Matki Bożej Nieustającej Pomocy w Warszawie na Saskiej Kępie.
Od podziału administracyjnego w roku 2002 chór kontynuuje działalność w parafii Miłosierdzia Bożego przy ulicy Ateńskiej w Warszawie. Od 2018 roku chór funkcjonuje głównie w składzie żeńskim. 

## Nagrania
- marzec 2006 – Antonín Dvořák Stabat Mater
- czerwiec 2006 – Msza Koronacyjna C-dur Wolfganga Amadeusa Mozarta na płycie Lesław A. Paga Pro Memoria[1]
- 2008 – Antonio Vivaldi Magnificat, Gloria
- grudzień 2009 – Kolędy – 18 utworów a cappella na chór mieszany
- 2019 – Ave Maria – 10 utworów maryjnych a cappella na chór żeński

## Osiągnięcia
- 2002 Międzynarodowy Festiwal Muzyki Religijnej im. Ks. Stanisława Ormińskiego w Rumi – II miejsce
- 2003 Ogólnopolski Konkurs Pieśni Pasyjnej w Bydgoszczy – II miejsce
- 2007 Ogólnopolski Konkurs Chórów im. Wacława z Szamotuł w Szamotułach – I miejsce w kategorii Chórów Mieszanych, wyróżnienie za najlepiej wykonany utwór Wacława z Szamotuł
- 2008 Ogólnopolski Konkurs Chórów „Ars Liturgica” w Gnieźnie – Grand Prix w kategorii chórów kościelnych[2]
- 2009 Międzynarodowy Konkurs Chórów „Gaude Cantem” im. Kazimierza Fobera w Bielsku-Białej – Dyplom Srebrny w kategorii chórów kameralnych oraz Dyplom Srebrny w kategorii chórów mieszanych
- 2013 Ogólnopolski Przegląd Chórów Kościelnych Pieśni Pokutnej i Pasyjnej w Żorach – I miejsce i nagroda dla najlepszego dyrygenta[3]
- 2014 III Ogólnopolski Konkurs Chórów im. św. Jana Bosko w Aleksandrowie Kujawskim – II miejsce w kategorii Chórów Mieszanych

## Odznaczenia
- październik 2009 – medal Gloriam Dei Cantare za całokształt dokonań artystycznych przyznany przez Federację Caecilianum.